# Carlos Roberto Gallo
Carlos Roberto Gallo, més conegut com a Carlos (Vinhedo, 4 de març de 1956), és un exfutbolista brasiler que juga com a porter.
Amb la selecció del Brasil va participar en tres mundials, el 1978, 1982 i 1986.